# Antiemético

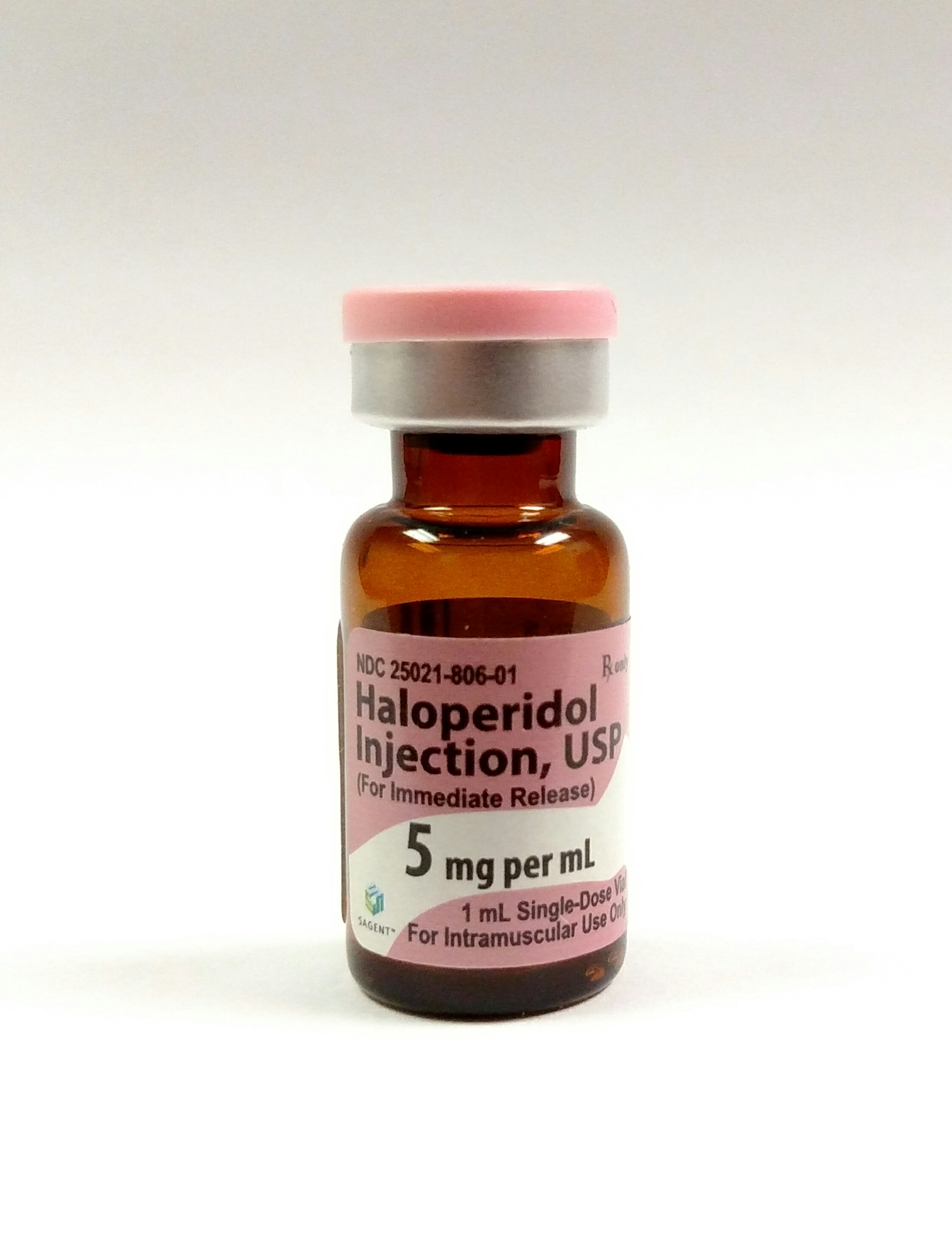
Al tener acción como antagonistas D_{2} en la zona gatillo quimiorreceptora, fármacos antipsicóticos, como el haloperidol, pueden emplearse ante casos de emesis aguda por quimioterapia.

Los antieméticos son fármacos utilizados para impedir o controlar la emesis, la náusea y la cinetosis. La evacuación forzada del contenido gástrico está precedida regularmente de náuseas y acompañada de arcadas. En algunos casos es una respuesta fisiológica útil ante la ingestión de sustancias tóxicas, pero en otros es efecto secundario de fármacos y tratamientos de quimioterapia antineoplásica. Aparece también en algunas enfermedades, infecciones y al inicio del embarazo. Uno de los principales sitios de acción de los antieméticos es la zona gatillo quimiorreceptora, responsable junto con el centro del vómito de la regulación neurológica de la emesis.

## Clasificación
La zona gatillo quimiorreceptora es un área con altas concentraciones de receptores de serotonina (5-HT3), dopamina (D2) y opioides. Es una de las cuatro principales fuentes de impulsos aferentes al centro del vómito, en la formación reticular del tronco encefálico. Las demás son el sistema vestibular, relevante en la cinetosis por el nervio auditivo y rico en receptores muscarínicos (M1) y para la histamina (H1), el tubo digestivo por el nervio vago y las aferentes esplácnicas por medio de la médula espinal, con receptores 5-HT3 y que responden a la irritación de la mucosa, y el sistema nervioso central, por emesis por estrés, trastornos mentales o anticipatoria a quimioterapia. Generalmente, los antieméticos se clasifican con base en el receptor en el que ejercen su acción. No obstante, en algunos hay superposición de los mecanismos.

### Antagonistas selectivos de los receptores 5-HT3

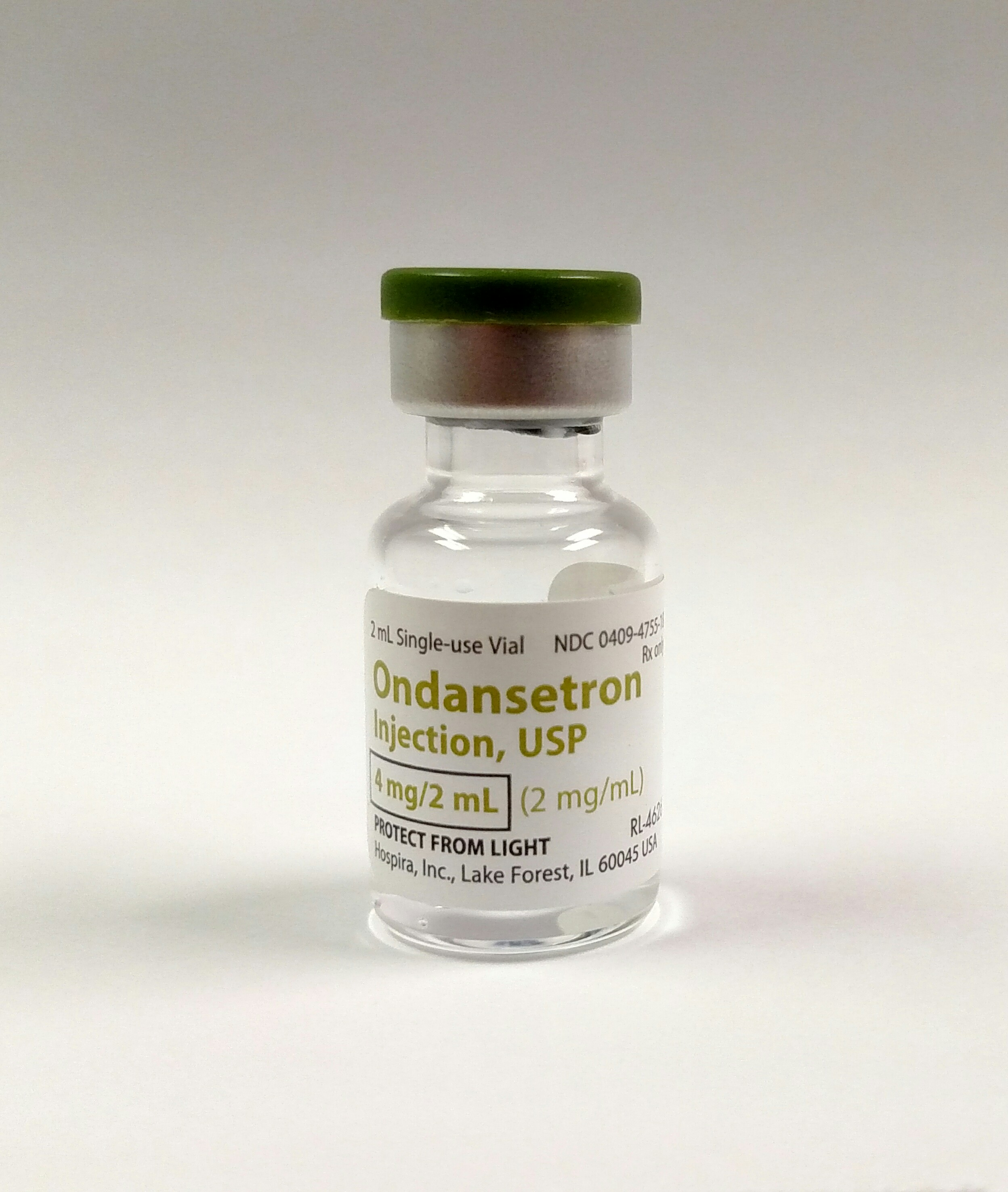
El ondansetrón es el prototipo de los antagonistas selectivos de los receptores 5-HT_{3}.

Los antagonistas selectivos de los receptores 5-HT3 de serotonina tienen efectos antieméticos por el bloqueo de esos receptores en el tracto gastrointestinal y en la zona gatillo quimiorreceptora. No obstante, su acción se limita a la emesis producida por estimulación vagal, como en el caso del posoperatorio, o la causada por quimioterapia. En este sentido, son el tipo preferido para los vómitos por citostáticos, especialmente el cisplatino.
El ondansetrón es el prototipo de este tipo de medicamentos, entre los que también se encuentran el dolasetrón, granisetrón, palonosetrón, ramosetrón y tropisetrón. No se han observado diferencias significativas, a dosis equipotentes, en eficacia y seguridad entre el ondansetrón, granisetrón y tropisetrón, pero sí en su costo. Se presentan en forma de comprimidos, soluciones orales y preparados intravenosos. Su interacción continua con el receptor permite que los fármacos persistan hasta mucho después de desaparecer de la circulación sanguínea, por lo que pueden administrarse solamente una vez diaria con eficacia.
La semivida sérica del ondansetrón, granisetrón y dolasetrón es de cuatro a nueve horas, mientras que la del palonosetrón es de cuarenta. Sufren un metabolismo hepático considerable y se excretan por vía renal y hepática. Aunque puede ser necesario un ajuste de dosis en pacientes con disfunciones hepáticas, no es necesario en aquellos con insuficiencia renal o en ancianos. En general, son bien tolerados. Sus efectos secundarios más comunes son estreñimiento, cefalea, astenia, diarrea y mareo. Además se pueden observar cambios menores en el electrocardiograma que, sin embargo, carecen de relevancia clínica en la mayoría de los casos.

### Antagonista del receptor de la sustancia P/neurocinina
Estos fármacos actúan antagonizando los receptores de sustancia P/neurocinina 1, uno de los neurotransmisores involucrados en la emesis por quimioterapia. Son útiles también al mejorar la eficacia de los esquemas usados en pacientes sometidos a múltiples ciclos de quimioterapia. Dentro de este grupo se encuentra el aprepitant —formulación oral— y fosfaprepitant —formulación paraenteral—, que se convierte en aprepitant treinta minutos después de su administración. Su biodisponibilidad es del 65 %, su semivida de doce horas, se metaboliza en el hígado y se excreta en las heces. La combinación de aprepitant, antagonistas de los receptores 5-HT3 y corticoesteroides tiene una incrementada respuesta antiemética en pacientes sometidos a tratamientos de quimioterapia altamente emetógena.
Por otra parte, al actuar como sustrato de la enzima CYP3A4, puede interactuar con medicamentos metabolizados por el mismo sistema. Por tanto, fármacos como itraconazol o claritromicina pueden aumentar las concentraciones plasmáticas del aprepitant. Este, a su vez, puede incrementar las concentraciones de otros como paclitaxel, irinotecan o vinblastina. Está contraindicado en personas tratadas con cisaprida o pimozida, pues se ha reportado una prolongación letal del intervalo QT. Con su uso puede presentarse fatiga, diarrea y mareo.

### Antihistamínicos
Al bloquear los receptores de histamina H1 a nivel del sistema vestibular, los antihistamínicos son útiles para la cinetosis. También se emplean para los vómitos posoperatorios, pero dado que no tienen efectos en la zona gatillo quimiorreceptora no se pueden ocupar en náuseas y emesis de otra etiología. También ejercen cierta acción a través de los receptores muscarínicos y los canales de calcio de las células sensoriales del oído interno. En esta clase se incluyen fármacos como la ciclizina, la hidroxicina, la prometazina, la difenhidramina —y su sal, el dimenhidrinato— y la meclozina. Este último se emplea también para el manejo del vértigo por disfunción del laberinto. Por su parte, la doxilamina es el medicamento de elección para la hiperémesis gravídica.
En el caso de la cinetosis, se administran entre treinta y sesenta minutos antes del inicio del viaje y se mantiene su uso a lo largo del trayecto. La somnolencia es su principal efecto secundario; puede reducir la capacidad de concentración y los reflejos. Se deben ocupar con precaución en individuos con asma, glaucoma de ángulo cerrado, hiperplasia benigna de próstata, enfermedad obstructiva gastrointestinal o genitourinaria. Además, no se deben administrar en menores de dos años por su suceptibilidad a los efectos adversos.
- Antagonistas dopaminérgicos anti D2, actúan en el Sistema Nervioso Central y se usan para tratar la náusea y vómitos asociados a enfermedad neoplástica, enfermedad de radiación, opioides, a las drogas citotóxicas y anestésicos generales. Algunos de estos medicamentos son limitados en su utilidad por sus efectos secundarios extrapiramidales y sedativos.
  - Domperidona (Motilium) antiemético, gastrocinético y galactogogo.
  - Droperidol
  - Haloperidol
  - Olanzapina
  - Clorpromazina
  - Prometazina,
  - Proclorperazina.
  - Metoclopramida también tiene efecto sobre el tracto GI como pro-cinético, y de esta manera es útil en el reflujo gastrointestinal y en el tratamiento de los vómitos en el embarazo.
  - Alizaprida
- Antagonistas no selectivos serotoninérgicos y anti D2, como la metoclopramida.
- Benzodiazepina
  - El Midazolam administrado al inicio de la anestesia se ha demostrado en ensayos recientes para ser tan eficaz como el ondansetron, es un antagonista del 5HT3 en la prevención de la náusea postoperatoria y el vómito. Otros estudios necesitan ser emprendidos.
  - Alprazolam y Lorazepam, han mostrado ser eficaces coadyuvantes en vómitos provocados por agentes antineoplásicos.

## Algunos antieméticos
Los antieméticos incluyen
- Esteroides
  - La Dexametasona dada en dosis bajas al inicio de un anestésico general para cirugía es un antiemético eficaz. El mecanismo específico de la acción no se entiende completamente.
  - Metilprednisona

- Cannabinoides usada en pacientes con náusea y vómito citotóxicos insensibles a otros agentes. Puede aparecer somnolencia como efecto secundario leve.
  - Cannabis
  - Marinol

- Otros
  - Trimetobenzamida, se piensa trabaja en el CTZ
  - Difenidol, que actúa en el CTZ y en receptores muscarinicos
  - Jengibre
  - Emetrol también dice ser un antiemético eficaz.
  - Propofol suministrado por vía intravenosa, ha sido usado en un las instalaciones de cuidado intensivo en el hospital como terapia del rescate para la emesis.